# Франклин (пролив)
Франклин (англ. Franklin Strait) — пролив, отделяющий юго-восточное побережье острова Принца Уэльского Канадского Арктического архипелага от полуострова Бутия.

## География
Пролив Франклин расположен на севере Канады. Берега пролива полностью находятся на территории Нунавута. Пролив Пил соединяет проливы Пил и Белло на севере с заливом Ларсен на юге и проливом Мак-Клинток на юго-западе. Средняя ширина пролива составляет 32 км. Средняя глубина пролива равна 70 метров на юге и 400 метров на севере. Пролив Франклин является частью одного из маршрутов прохождения по Северо-Западному морскому пути из Атлантического в Тихий океан через проливы Ланкастер, Барроу, Пил, Франклин, залив Ларсен, пролив Виктория, залив Куин-Мод, пролив Дис, залив Коронейшен, пролив Долфин-энд-Юнион, залив Амундсена.
Покрыт льдом большую часть года, существенное таяние льда начинается лишь в начале августа и продолжается до начала сентября, пролив снова начинает замерзать с середины сентября.
Назван в честь известного английского полярного исследователя Джона Франклина.